# Église Saint-Jean-Baptiste de Saint-Jean-de-la-Rivière
L'église Saint-Jean-Baptiste de Saint-Jean-de-la-Rivière est un édifice catholique, de fondation pré-romane, qui se dresse sur le territoire de la commune française de Saint-Jean-de-la-Rivière, dans le département de la Manche, en région Normandie.

## Localisation
L'église est située à Saint-Jean-de-la-Rivière, dans le département français de la Manche.

## Historique
Jusqu'en 1186, l'église portait le nom de Saint-Jean-de-Turgeville, du nom ancien de la commune.
En 1134, l'évêque de Coutances, Algare, donne le patronage de l'église à l'abbaye de Lessay, confirmé par le pape Urbain II. Mais par l'intermédiaire du prieur du Ham, l'abbaye de Saint-Père de Chartres prélevait une partie des dîmes, le fief de Saint-Jean leur appartenait jusqu'en 1564. Le reste était partagé entre le curé du lieu et l'abbaye de Lessay.

## Description
L'Église des XIe, XIVe – XVIIe siècles, a été refaite au XVIIe, avec un chœur à chevet plat et un clocher-porche en façade construit de 1883 à 1884, qui précède, l'ancien portail du XIVe siècle surmonté d'une fenêtre chanfreiné.
L'édifice a conservé quelques traces romanes dont des pierres de la nef placées en épi limité par un larmier,. Une perque du XIXe siècle, surmontée d'un crucifix plus ancien, sépare la nef du chœur, avec son autel en bois peint et doré daté de la fin du XVIIIe siècle ou du début du XIXe, qui arbore un décor classique : pélican et ses petits, Agneau de Dieu.
Le chœur est décoré d'une fresque du XVIIe représentant les douze Apôtres, remises au jour dans les années 2010 après avoir été couverte d'un badigeonnage vers 1930. On reconnaît encore sur le mur nord saint André et sa croix.
Dans la chapelle de la Vierge, ajoutée au sud au XVIIe siècle, est conservé un sarcophage en calcaire sans couvercle.
À noter, à l'extérieur d'ancien fonts baptismaux en calcaire du XVIIe siècle qui recueille aujourd'hui l'eau d'une gouttière.

### Le cimetière
Dans le cimetière sont conservées quelques croix en fonte, qui furent utilisées de la seconde moitié du XIXe siècle jusqu'aux années 1950.
La croix de cimetière réemploi une borne milliaire gallo-romaine : les marches, le dé et le fut. Quant au croisillon en calcaire, il provient d'une croix funéraire.

## Mobilier
L'édifice abrite sur le mur ouest, au-dessus du portail du XIVe siècle, un tableau peint à l'huile daté de 1811, représentant le Baptême du Christ dans un cadre sculpté de guirlandes en bois de chêne et peint du XVIIe provenant d'un ancien retable, donné par Charles-Louis Mahieu, curé, et un calice de l'orfèvre Le Forestier du XVIIIe, classés au titre objet aux monuments historiques, ainsi que la statue de sainte Barbe du XVe tenant un livre, en bois polychromé, avec sa tour et la palme du martyre, restaurée en 2008 et la statue du saint patron de l'église, saint Jean Baptiste en pierre polychromée du XVe restaurée également en 2008,, des fonts baptismaux en marbre rose, avec leur couvercle en bois peint, datés de 1881, ainsi que des inscriptions tombales, dont une datée de 1661 et d'autres en lettres gothiques qui pourraient dater du XVe siècle et des bancs datant du troisième quart du XIXe siècle.

## Personnalités liées à l'église
On peut citer le curé Charles-Louis Mathieu, connu par les conférences ecclésiastiques, qui en 1789 avait construit le presbytère à ses frais, émigra lors de la Révolution française et revint en 1802 restaurer l'église et réorganiser le culte catholique, et la dota, sur ses fonds propres, d'ornements, vases sacrés… et se vit restituer par les paroissiens divers objets religieux cachés lors des troubles révolutionnaire : la famille Joseph Maspin, des vêtements sacerdotaux, Jean Le Cannelier, la statue de saint Jean baptiste, et la famille Massin, des ornements.